# Heteragrion archon
Heteragrion archon – gatunek ważki z rodziny Heteragrionidae. Występuje endemicznie w Wenezueli.